# Alphapage

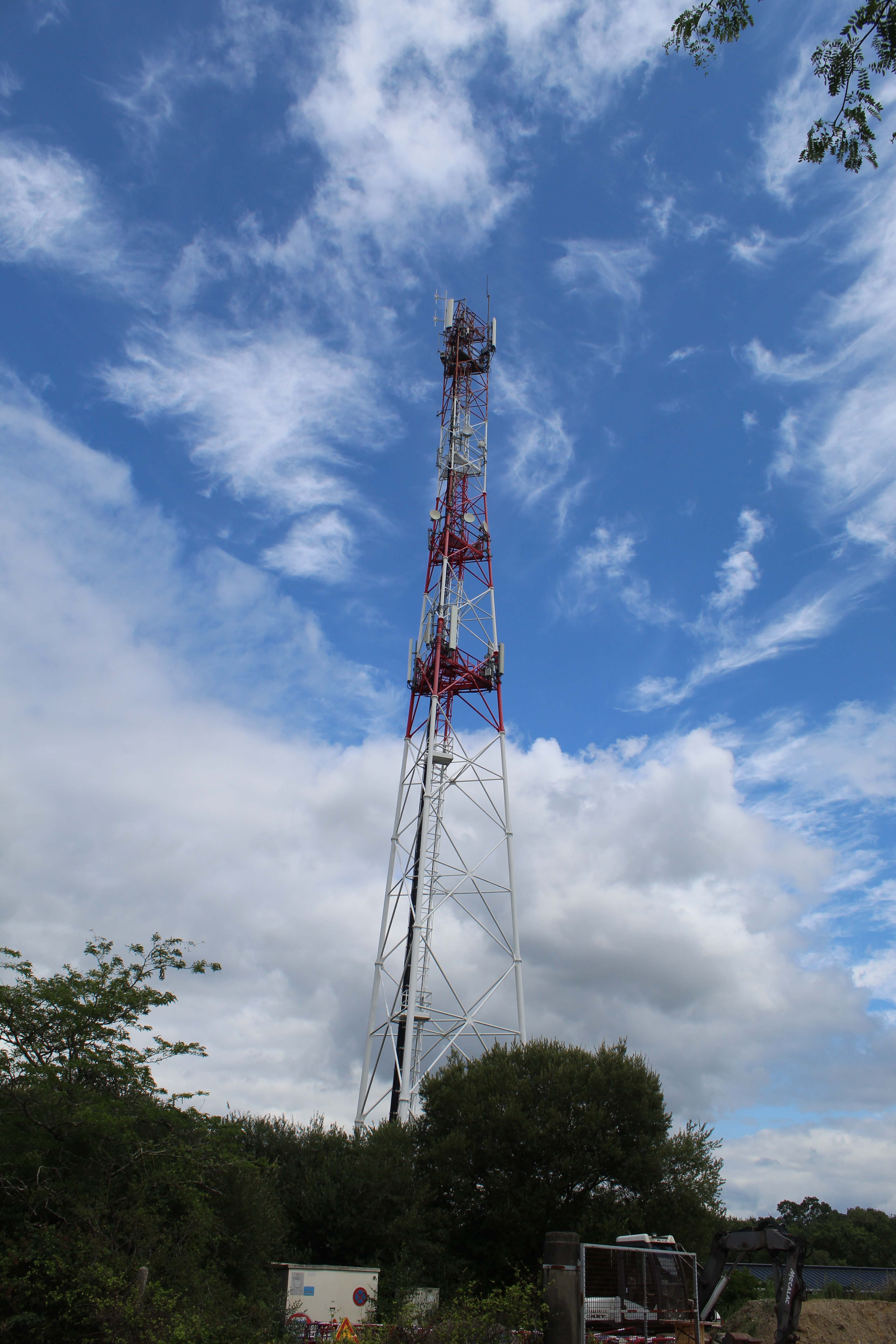
Pylône de Challans (85) avec un émetteur POCSAG UHF.

Alphapage est le nom commercial du service de radiomessagerie à la norme POCSAG de France Télécom Mobiles Radiomessagerie (FTMR) puis e*Message France.
En France, la licence de France Télécom a été abandonnée en 1999 puis abrogée par l'ARCEP. C'est la société e*Message France qui a repris le réseau fonctionnant dans la bande UHF des 466 MHz sur autorisation de l'ARCEP, décision 01-0308 du 23 mars 2001 publiée au Journal officiel de la République française sous la référence NOR suivante : ARTL0100184S.